# De Olde Molen
De Olde Molen (ook bekend als "The Mill") is een molen in Aruba, gelegen ten noorden van de Bubaliplas. De molen is in gebruik als restaurant en museummolen en heeft de functie van “landmark” in de toeristische zone van Palm Beach.

## Geschiedenis
Oorspronkelijk gebouwd in 1815 als poldermolen van Winschoterzijl werd de molen in 1897 te Wedderveer omgebouwd tot korenmolen. De molen droeg de namen "De Olde Molen", "Molen van Snelter", "Lucrecia Christina" of "Molen van Jonker". Na een zware storm werd de Olde Molen in 1939 buiten gebruik gesteld en werd in 1958 een sloopvergunning afgegeven. In 1960 kochten Arubaanse investeerders, de heren Th. Paalman en G.J. Woudenberg, de molen voor verscheping naar Aruba. Het bouwwerk werd gedemonteerd, de onderdelen gemerkt en voor de tropen geprepareerd. De 22 meter lange wieken werden vernieuwd en als een geheel vervoerd. Enkel het stenen onderstuk bleef in Wedderveer achter en werd later afgebroken. Het spoorwiel en de rondsels van de molen gingen naar de Zaanse molen "De Zwaan" uit Venckel, die in 1964 naar Holland in Michigan, Verenigde Staten  was overgebracht.
De steenrode molen werd te Palm Beach weer opgebouwd op een nieuwe betonnen onderbouw die plaats bood aan het restaurant. De afbraak en herbouw van de molen werden verricht door de molenbouwer J.D. Medendorp uit Zuidlaren.
 Ook inscripties van de vroegere eigenaren in de molen zijn in ere hersteld. Om te voorkomen dat de sterke passaatwind de wieken van de molen los zou trekken, werden deze vastgezet. Het restaurantbedrijf en het museummolen openden begin 1962. Restaurant "De Olde Molen" is geheel in oud-hollandse stijl ingericht met een Hollandse tegelvloer en tegeltableaus aan de muur.
Rondom de Olde Molen ligt het appartementenhotel "Courtyard by Marriott", voorheen "The Mill Resort" genaamd.

## Afbeeldingen

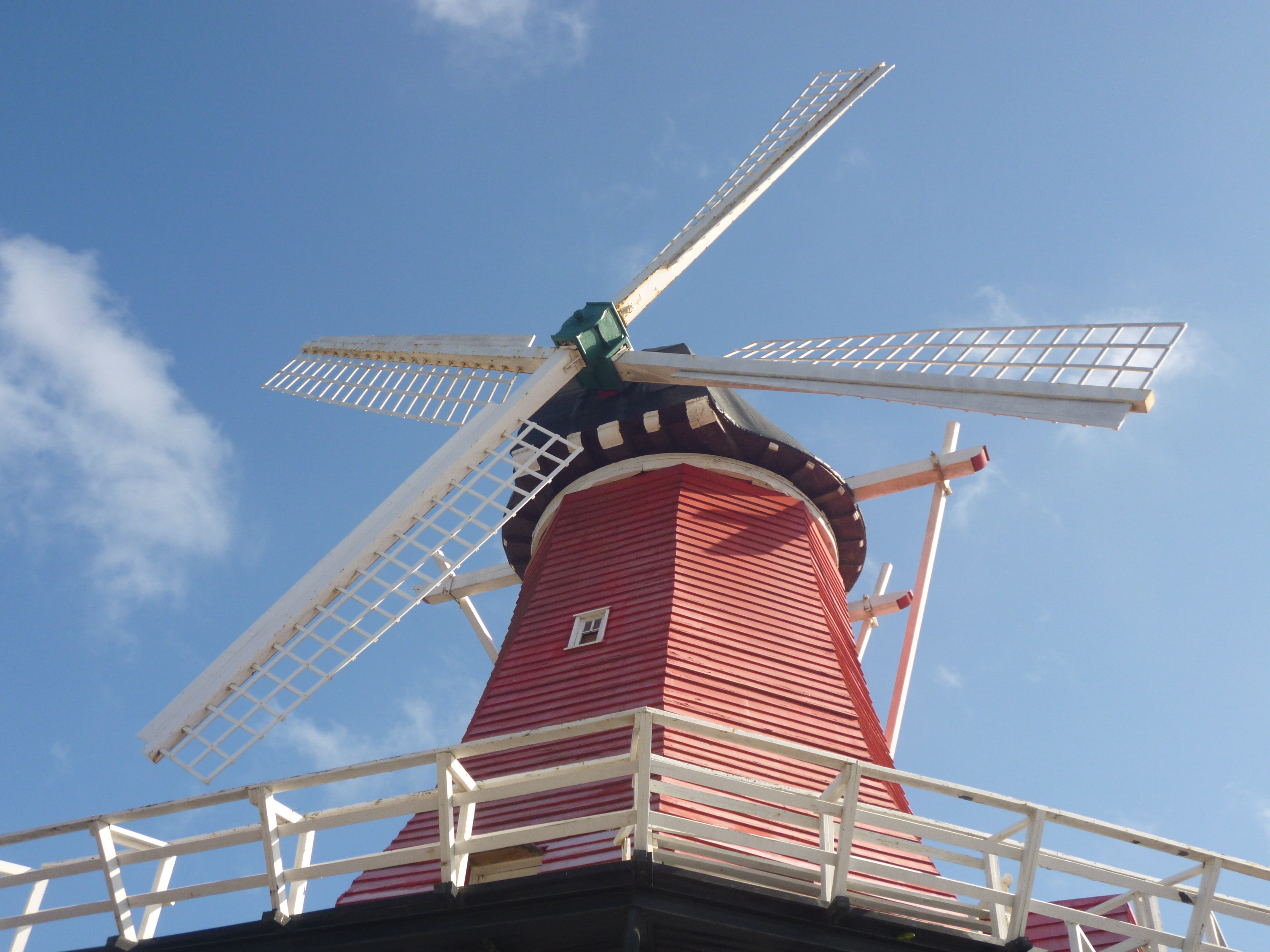
Wieken van De Olde Molen
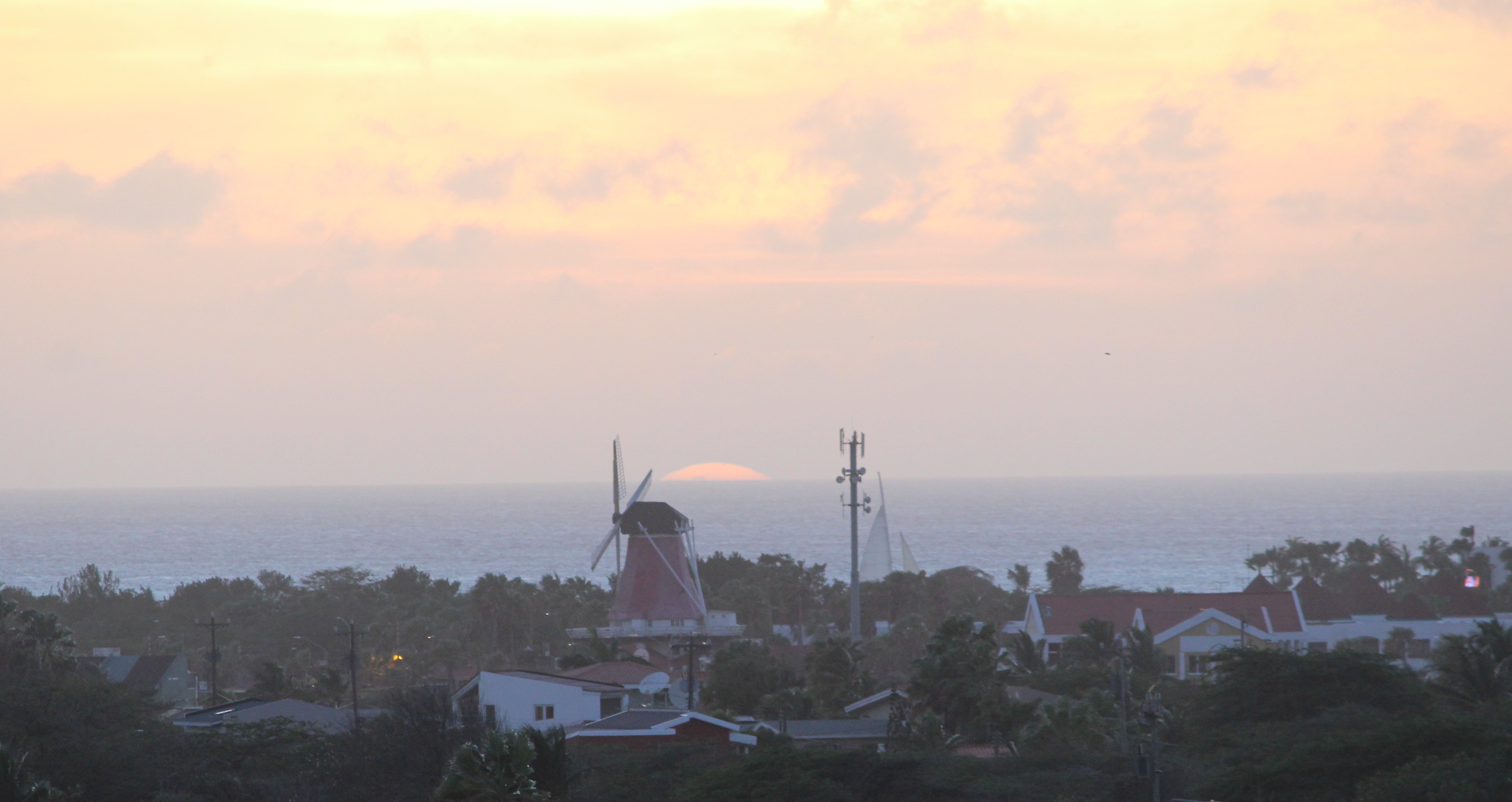
Panorama uitzicht over Palm Beach met De Olde Molen